# Macroclinium wullschlaegelianum
Macroclinium wullschlaegelianum es una especie de orquídea epifita originaria de América.

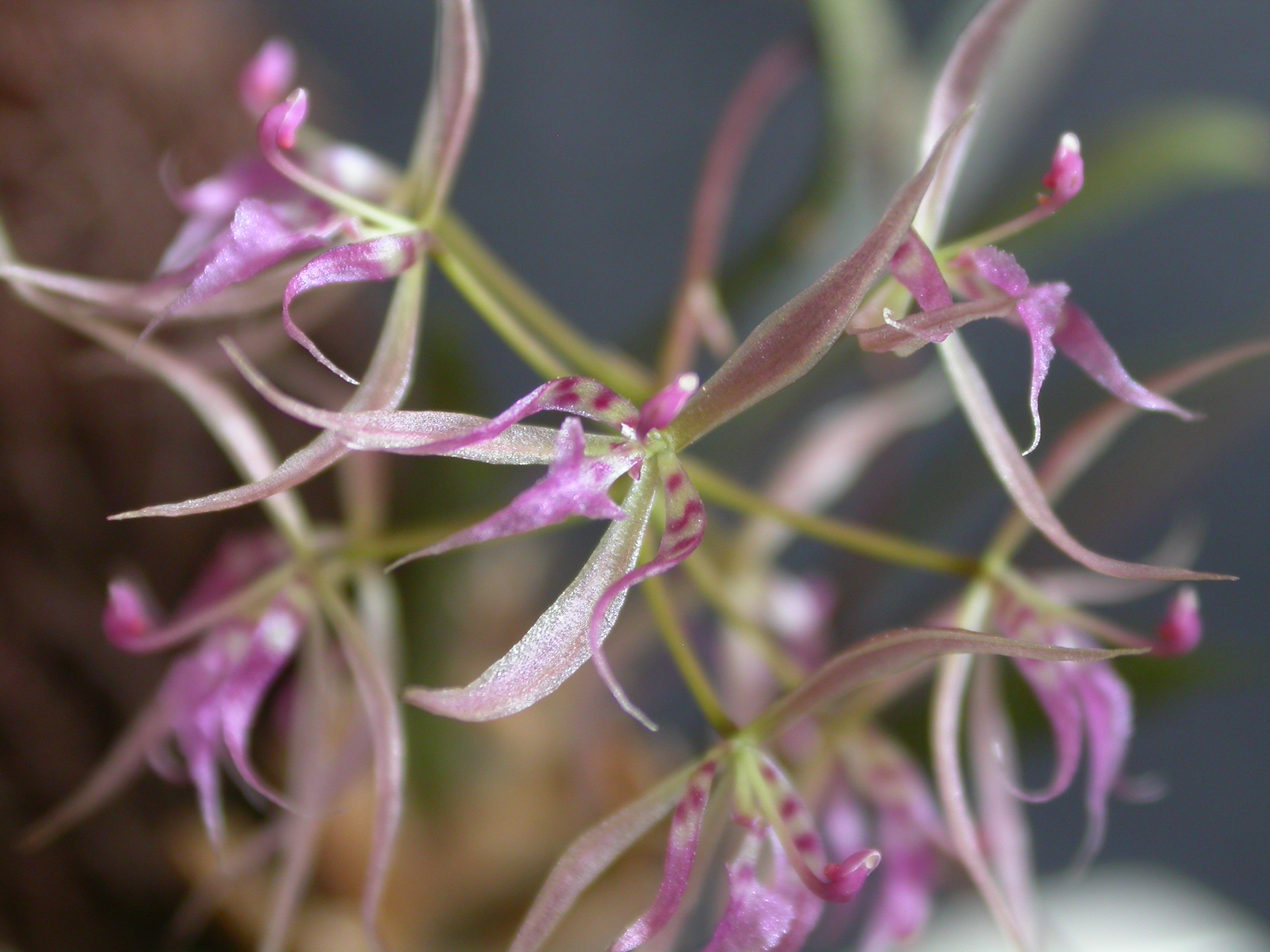
Flores

## Descripción
Es una orquídea de pequeño tamaño con hábitos de epifita que tiene forma de abanico, con pseudobulbos poco visibles, elipsoides que llevan varias hojas, equidistantes, carnosas, de forma oblicua oblongo-lanceoladas o elíptico-lanceoladas, subagudas o agudas. Florece en una inflorescencia axilar, arqueada, de 5 cm  de largo, delgada, con pocas flores, que aparecen en el invierno y el verano.

## Distribución y hábitat
Se encuentra en Guayana Francesa, Surinam, Guyana, Venezuela, Perú y Brasil

## Taxonomía
Macroclinium wullschlaegelianum fue descrita por (H.Focke) Dodson   y publicado en Icones Plantarum Tropicarum 10: t. 939. 1984.
Etimología
Macroclinium: nombre genérico que es una referencia a la gran extensión de la columna de sus flores.
wullschlaegelianum: epíteto otorgado en honor de Heinrich Rudolph Wullschlaegel, alemán coleccionista de plantas.
Sinonimia
- Notylia wullschlaegeliana H.Focke	 basónimo[3][4]